# Campeonato Mundial de Baloncesto Sub-21 Femenino de 2003
El Campeonato Mundial de Baloncesto Sub-21 Femenino de 2003 fue la primera edición de este torneo. Se realizó del 25 de julio al 3 de agosto de 2003  en Šibenik, Croacia.

## Primera fase

### Grupo A
| Equipo          | PJ | PG | PP | PF  | PC  | Dif  | Pts |
| --------------- | -- | -- | -- | --- | --- | ---- | --- |
| Francia         | 5  | 4  | 1  | 342 | 257 | 85   | 9   |
| Brasil          | 5  | 4  | 1  | 359 | 291 | 68   | 9   |
| Estados Unidos  | 5  | 4  | 1  | 388 | 271 | 117  | 9   |
| Croacia         | 5  | 2  | 3  | 314 | 363 | -49  | 7   |
| República Checa | 5  | 1  | 4  | 309 | 392 | -83  | 6   |
| Corea del Sur   | 5  | 0  | 5  | 253 | 391 | -138 | 5   |

| 25 de julio de 2003 | República Checa                                                    | 84–65                | Corea del Sur                                            |  |  |
|                     |                                                                    |                      |                                                          |  |  |
|                     | Estadísticas Petra Maňáková 18 Petra Maňáková 7 Tereza Brantlova 5 | Reporte Pts Reb Asts | Estadísticas 13 Jung Sun-Hwa 6 Koak Sun-Ja 2 Jung Mi-Ran |  |  |

| 25 de julio de 2003 | Estados Unidos                                                | 56–48                | Francia                                                                 |  |  |
|                     |                                                               |                      |                                                                         |  |  |
|                     | Estadísticas Alana Beard 13 Christi Thomas 7 Temeka Johnson 2 | Reporte Pts Reb Asts | Estadísticas 13 Sabrina Reghaissia 9 Sabrina Reghaissia 2 Céline Dumerc |  |  |

| 25 de julio de 2003 | Brasil                                                                      | 83–63                | Croacia                                              |  |  |
|                     |                                                                             |                      |                                                      |  |  |
|                     | Estadísticas Érika de Souza 17 Érika de Souza 7 Nathália Pulici Gabrielli 3 | Reporte Pts Reb Asts | Estadísticas 14 Ana Lelas 4 Marta Čakić 1 Lea Fabbri |  |  |

| 26 de julio de 2003 | Corea del Sur                           | 46–95                | Estados Unidos                                            |  |  |
|                     |                                         |                      |                                                           |  |  |
|                     | Estadísticas Lee Mi-Hwa 9 Hong Bora 3 - | Reporte Pts Reb Asts | Estadísticas 16 Kristen Mann 8 Kristen Mann 4 Alana Beard |  |  |

| 26 de julio de 2003 | Francia                                                    | 65–47                | Brasil                                                  |  |  |
|                     |                                                            |                      |                                                         |  |  |
|                     | Estadísticas Émilie Gomis 14 Élodie Godin 7 Émilie Gomis 2 | Reporte Pts Reb Asts | Estadísticas 14 Érika de Souza 7 Grazy 3 Silvia Gustavo |  |  |

| 26 de julio de 2003 | Croacia                                                      | 66–61                | República Checa                                                    |  |  |
|                     |                                                              |                      |                                                                    |  |  |
|                     | Estadísticas Ana Lelas 20 Mirna Mazić 12 Martina Gambiraža 2 | Reporte Pts Reb Asts | Estadísticas 14 Michaela Uhrová 6 Ilona Burgrová 2 Michaela Uhrová |  |  |

| 27 de julio de 2003 | Brasil                                                    | 73–60                | Estados Unidos                                                 |  |  |
|                     |                                                           |                      |                                                                |  |  |
|                     | Estadísticas Flávia de Souza 17 Grazy 10 Silvia Gustavo 2 | Reporte Pts Reb Asts | Estadísticas 12 Cappie Pondexter 7 Nicole Ohlde 3 Nicole Ohlde |  |  |

| 27 de julio de 2003 | República Checa                                                     | 59–80                | Francia                                                         |  |  |
|                     |                                                                     |                      |                                                                 |  |  |
|                     | Estadísticas Šárka Kučerová 13 Lenka Větrovcová 10 Šárka Kučerová 4 | Reporte Pts Reb Asts | Estadísticas 12 Céline Dumerc 13 Aurélie Bonnan 2 Céline Dumerc |  |  |

| 27 de julio de 2003 | Croacia                                                   | 75–55                | Corea del Sur                                        |  |  |
|                     |                                                           |                      |                                                      |  |  |
|                     | Estadísticas Lea Fabbri 22 Ana Lelas 8 Branka Vukičević 4 | Reporte Pts Reb Asts | Estadísticas 13 Jung Mi-Ran 5 Lee Mi-Hwa 1 Hong Bora |  |  |

| 29 de julio de 2003 | Corea del Sur                               | 44–69                | Brasil                                                                                     |  |  |
|                     |                                             |                      |                                                                                            |  |  |
|                     | Estadísticas Jung Mi-Ran 20 Lee Hyo-Jin 2 - | Reporte Pts Reb Asts | Estadísticas 21 Flávia de Souza 9 Kátia Regina dos Santos 4 Alessandra Maria Souza Camargo |  |  |

| 29 de julio de 2003 | Estados Unidos                                              | 94–46                | República Checa                                                        |  |  |
|                     |                                                             |                      |                                                                        |  |  |
|                     | Estadísticas Alana Beard 12 Christi Thomas 11 Alana Beard 3 | Reporte Pts Reb Asts | Estadísticas 10 Lenka Větrovcová 5 Lenka Větrovcová 3 Tereza Brantlova |  |  |

| 29 de julio de 2003 | Francia                                                          | 81–52                | Croacia                                                |  |  |
|                     |                                                                  |                      |                                                        |  |  |
|                     | Estadísticas Élodie Bertal 15 Emmeline Ndongue 8 Céline Dumerc 2 | Reporte Pts Reb Asts | Estadísticas 11 Ana Lelas 7 Martina Zubak 3 Lea Fabbri |  |  |

| 30 de julio de 2003 | República Checa                                                     | 59–87                | Brasil                                                           |  |  |
|                     |                                                                     |                      |                                                                  |  |  |
|                     | Estadísticas Michaela Uhrová 15 Petra Kulichová 5 Michaela Uhrová 3 | Reporte Pts Reb Asts | Estadísticas 20 Érika de Souza 9 Érika de Souza 4 Silvia Gustavo |  |  |

| 30 de julio de 2003 | Francia                                                                 | 68–43                | Corea del Sur                               |  |  |
|                     |                                                                         |                      |                                             |  |  |
|                     | Estadísticas Claire Tomaszewski 13 Sabrina Reghaissia 7 Céline Dumerc 5 | Reporte Pts Reb Asts | Estadísticas 16 Jung Mi-Ran 6 Jung Mi-Ran - |  |  |

| 30 de julio de 2003 | Croacia                                               | 58–83                | Estados Unidos                                                |  |  |
|                     |                                                       |                      |                                                               |  |  |
|                     | Estadísticas Lea Fabbri 16 Marta Čakić 4 Lea Fabbri 2 | Reporte Pts Reb Asts | Estadísticas 14 Seimone Augustus 8 Nicole Ohlde 2 Alana Beard |  |  |

### Grupo B
| Equipo    | PJ | PG | PP | PF  | PC  | Dif  | Pts |
| --------- | -- | -- | -- | --- | --- | ---- | --- |
| Letonia   | 5  | 5  | 0  | 384 | 311 | 73   | 10  |
| Australia | 5  | 4  | 1  | 351 | 272 | 79   | 9   |
| Rusia     | 5  | 3  | 2  | 339 | 304 | 35   | 8   |
| China     | 5  | 2  | 3  | 343 | 341 | 2    | 7   |
| Argentina | 5  | 1  | 4  | 297 | 318 | -21  | 6   |
| Túnez     | 5  | 0  | 5  | 206 | 374 | -168 | 5   |

| 25 de julio de 2003 | Rusia                                                                    | 64–53                | China                                                |  |  |
|                     |                                                                          |                      |                                                      |  |  |
|                     | Estadísticas Ksenia Lapteva 16 Irina Sokolovskaya 8 Ekaterina Ruzanova 2 | Reporte Pts Reb Asts | Estadísticas 17 Song Liwei 12 Zhang Xiaoni 1 Bai Xue |  |  |

| 25 de julio de 2003 | Australia                                          | 58–69                | Letonia                                                                  |  |  |
|                     |                                                    |                      |                                                                          |  |  |
|                     | Estadísticas Samantha Richards 10 Hollie Grima 9 - | Reporte Pts Reb Asts | Estadísticas 24 Anete Jëkabsone-Žogota 9 Zane Tamane 2 Kristïne Kärkliņa |  |  |

| 25 de julio de 2003 | Argentina                                                           | 59–42                | Túnez                                                      |  |  |
|                     |                                                                     |                      |                                                            |  |  |
|                     | Estadísticas María Cecilia Liñeira 14 Gisela Vega 16 Sandra Pavón 5 | Reporte Pts Reb Asts | Estadísticas 14 Maherzia Ksouri 6 Rim Gannar 4 Maha Chelly |  |  |

| 26 de julio de 2003 | Argentina                                                              | 63–75                | Letonia                                                                   |  |  |
|                     |                                                                        |                      |                                                                           |  |  |
|                     | Estadísticas Gisela Vega 18 María Cecilia Liñeira 4 Alejandra Chesta 3 | Reporte Pts Reb Asts | Estadísticas 22 Anete Jëkabsone-Žogota 14 Zane Tamane 6 Kristïne Kärkliņa |  |  |

| 26 de julio de 2003 | China                                                | 67–83                | Australia                                                   |  |  |
|                     |                                                      |                      |                                                             |  |  |
|                     | Estadísticas Bian Lan 19 Song Liwei 5 Song Xiaoyun 4 | Reporte Pts Reb Asts | Estadísticas 23 Laura Hodges 14 Hollie Grima 4 Hollie Grima |  |  |

| 26 de julio de 2003 | Túnez                                                        | 45–86                | Rusia                                                                   |  |  |
|                     |                                                              |                      |                                                                         |  |  |
|                     | Estadísticas Nora Chargui 9 Sarra Ouerghi 7 Fatma Zagrouba 2 | Reporte Pts Reb Asts | Estadísticas 14 Ekaterina Sytnyak 6 Varda Tamulyanis 3 Anastasia Fomina |  |  |

| 27 de julio de 2003 | Túnez                                                          | 45–71                | China                                           |  |  |
|                     |                                                                |                      |                                                 |  |  |
|                     | Estadísticas Fatma Zagrouba 14 Fatma Zagrouba 6 Aida Soltani 1 | Reporte Pts Reb Asts | Estadísticas 25 Song Liwei 10 Liu Dan 1 Bai Xue |  |  |

| 27 de julio de 2003 | Rusia                                                                     | 69–71                | Letonia                                                              |  |  |
|                     |                                                                           |                      |                                                                      |  |  |
|                     | Estadísticas Ekaterina Sytnyak 30 Ekaterina Sytnyak 8 Ekaterina Sytnyak 3 | Reporte Pts Reb Asts | Estadísticas 21 Anete Jëkabsone-Žogota 12 Ieva Kubliņa 2 Dace Cinite |  |  |

| 27 de julio de 2003 | Argentina                                               | 47–65                | Australia                                                             |  |  |
|                     |                                                         |                      |                                                                       |  |  |
|                     | Estadísticas Gisela Vega 20 Gisela Vega 3 Marina Cava 2 | Reporte Pts Reb Asts | Estadísticas 17 Michele Lee Musselwhite 8 Emma Randall 2 Carly Wilson |  |  |

| 29 de julio de 2003 | China                                                   | 73–68                | Argentina                                                     |  |  |
|                     |                                                         |                      |                                                               |  |  |
|                     | Estadísticas Song Liwei 17 Chen Lixin 11 Song Xiaoyun 3 | Reporte Pts Reb Asts | Estadísticas 27 Gisela Vega 11 Gisela Vega 2 Samanta Melogneo |  |  |

| 29 de julio de 2003 | Australia                                                          | 75–57                | Rusia                                                                      |  |  |
|                     |                                                                    |                      |                                                                            |  |  |
|                     | Estadísticas Shelley Hammonds 20 Shelley Hammonds 6 Hollie Grima 3 | Reporte Pts Reb Asts | Estadísticas 14 Ekaterina Ruzanova 11 Varda Tamulyanis 2 Ekaterina Sytnyak |  |  |

| 29 de julio de 2003 | Túnez                                                      | 42–88                | Letonia                                                      |  |  |
|                     |                                                            |                      |                                                              |  |  |
|                     | Estadísticas Aida Soltani 11 Nora Chargui 8 Aida Soltani 1 | Reporte Pts Reb Asts | Estadísticas 24 Ieva Kubliņa 9 Aija Brumermane 2 Zane Tamane |  |  |

| 30 de julio de 2003 | Túnez                                          | 32–70                | Australia                                                                   |  |  |
|                     |                                                |                      |                                                                             |  |  |
|                     | Estadísticas Fatma Zagrouba 10 Manel Ammar 5 - | Reporte Pts Reb Asts | Estadísticas 16 Gabrielle Richards 10 Gabrielle Richards 2 Shelley Hammonds |  |  |

| 30 de julio de 2003 | China                                                    | 79–81                | Letonia                                                                        |  |  |
|                     |                                                          |                      |                                                                                |  |  |
|                     | Estadísticas Song Liwei 21 Zhang Xiaoni 6 Song Xiaoyun 1 | Reporte Pts Reb Asts | Estadísticas 33 Anete Jëkabsone-Žogota 12 Zane Tamane 2 Anete Jëkabsone-Žogota |  |  |

| 30 de julio de 2003 | Rusia                                                                    | 63–60                | Argentina                                                    |  |  |
|                     |                                                                          |                      |                                                              |  |  |
|                     | Estadísticas Ekaterina Sytnyak 14 Varda Tamulyanis 9 Ekaterina Sytnyak 3 | Reporte Pts Reb Asts | Estadísticas 16 Gisela Vega 9 Gisela Vega 1 Alejandra Chesta |  |  |

## Fase final
|  | Eliminatoria del 9° al 12° | Eliminatoria del 9° al 12° |           |                 | Noveno puesto       | Noveno puesto       |  |
|  | 1 de agosto                | 1 de agosto                |           |                 | 2 de agosto         | 2 de agosto         |  |
|  |                            |                            |           |                 |                     |                     |  |
|  |                            |                            |           |                 |                     |                     |  |
|  | República Checa            | 83                         |           |                 |                     |                     |  |
|  | República Checa            | 83                         |           |                 |                     |                     |  |
|  | Túnez                      | 28                         |           |                 |                     |                     |  |
|  | Túnez                      | 28                         |           | República Checa | 75                  |                     |  |
|  |                            |                            |           | República Checa | 75                  |                     |  |
|  |                            |                            | Argentina | 53              |                     |                     |  |
|  | Argentina                  | 67                         | Argentina | 53              |                     |                     |  |
|  | Argentina                  | 67                         |           |                 |                     |                     |  |
|  | Corea del Sur              | 58                         |           |                 | Decimoprimer puesto | Decimoprimer puesto |  |
|  | Corea del Sur              | 58                         |           |                 | Decimoprimer puesto | Decimoprimer puesto |  |
|  |                            |                            |           |                 |                     |                     |  |
|  |                            |                            |           |                 | Túnez               | 47                  |  |
|  |                            |                            |           |                 | Túnez               | 47                  |  |
|  |                            |                            |           |                 | Corea del Sur       | 63                  |  |
|  |                            |                            |           |                 | Corea del Sur       | 63                  |  |
|  |                            |                            |           |                 |                     |                     |  |

### Del 9° al 12°
| 1 de agosto de 2003 | República Checa                                                         | 83–28                | Túnez                                                          |  |  |
|                     |                                                                         |                      |                                                                |  |  |
|                     | Estadísticas Lenka Větrovcová 16 Lenka Větrovcová 12 Lenka Větrovcová 4 | Reporte Pts Reb Asts | Estadísticas 15 Fatma Zagrouba 9 Nora Chargui 1 Fatma Zagrouba |  |  |

| 1 de agosto de 2003 | Argentina                                                    | 67–58                | Corea del Sur                                             |  |  |
|                     |                                                              |                      |                                                           |  |  |
|                     | Estadísticas Gisela Vega 31 Gisela Vega 9 Alejandra Chesta 6 | Reporte Pts Reb Asts | Estadísticas 16 Park Eun-Jung 7 Lee Hyo-Jin 4 Jung Mi-Ran |  |  |

### Decimoprimer puesto
| 2 de agosto de 2003 | Túnez                                                      | 47–63                | Corea del Sur                                           |  |  |
|                     |                                                            |                      |                                                         |  |  |
|                     | Estadísticas Maha Chelly 13 Fatma Zagrouba 5 Maha Chelly 3 | Reporte Pts Reb Asts | Estadísticas 18 Lee Mi-Hwa 16 Jung Mi-Ran 5 Jung Mi-Ran |  |  |

### Noveno puesto
| 2 de agosto de 2003 | República Checa                                                     | 75–53                | Argentina                                                         |  |  |
|                     |                                                                     |                      |                                                                   |  |  |
|                     | Estadísticas Michaela Uhrová 16 Ilona Burgrová 11 Michaela Uhrová 4 | Reporte Pts Reb Asts | Estadísticas 20 Gisela Vega 9 Gisela Vega 4 María Cecilia Liñeira |  |  |

|  | Cuartos de final | Cuartos de final |         |                | Semifinales | Semifinales |         |                | Final        | Final       |  |
|  | 1 de agosto      | 1 de agosto      |         |                | 2 de agosto | 2 de agosto |         |                | 3 de agosto  | 3 de agosto |  |
|  |                  |                  |         |                |             |             |         |                |              |             |  |
|  |                  |                  |         |                |             |             |         |                |              |             |  |
|  | Australia        | 56               |         |                |             |             |         |                |              |             |  |
|  | Australia        | 56               |         |                |             |             |         |                |              |             |  |
|  | Estados Unidos   | 80               |         |                |             |             |         |                |              |             |  |
|  | Estados Unidos   | 80               |         | Estados Unidos | 58          |             |         |                |              |             |  |
|  |                  |                  |         | Estados Unidos | 58          |             |         |                |              |             |  |
|  |                  |                  | Francia | 47             |             |             |         |                |              |             |  |
|  | Francia          | 76               | Francia | 47             |             |             |         |                |              |             |  |
|  | Francia          | 76               |         |                |             |             |         |                |              |             |  |
|  | China            | 57               |         |                |             |             |         |                |              |             |  |
|  | China            | 57               |         |                |             |             |         | Estados Unidos | 71           |             |  |
|  |                  |                  |         |                |             |             |         | Estados Unidos | 71           |             |  |
|  |                  |                  | Brasil  | 55             |             |             |         |                |              |             |  |
|  | Brasil           | 74               | Brasil  | 55             |             |             |         |                |              |             |  |
|  | Brasil           | 74               |         |                |             |             |         |                |              |             |  |
|  | Rusia            | 52               |         |                |             |             |         |                |              |             |  |
|  | Rusia            | 52               |         | Brasil         | 73          |             |         | Tercer lugar   | Tercer lugar |             |  |
|  |                  |                  |         | Brasil         | 73          |             |         | Tercer lugar   | Tercer lugar |             |  |
|  |                  |                  | Croacia | 65             |             |             |         |                |              |             |  |
|  | Letonia          | 45               | Croacia | 65             |             |             | Francia | 80             |              |             |  |
|  | Letonia          | 45               |         |                |             |             | Francia | 80             |              |             |  |
|  | Croacia          | 55               |         |                |             |             |         |                | Croacia      | 66          |  |
|  | Croacia          | 55               |         |                |             |             |         |                | Croacia      | 66          |  |
|  |                  |                  |         |                |             |             |         |                |              |             |  |

### Cuartos de final
| 1 de agosto de 2003 | Australia                                                                      | 56–80                | Estados Unidos                                                |  |  |
|                     |                                                                                |                      |                                                               |  |  |
|                     | Estadísticas Michelle Lee Musselwhite 18 Shelley Hammonds 7 Shelley Hammonds 2 | Reporte Pts Reb Asts | Estadísticas 13 Christi Thomas 7 Christi Thomas 1 Alana Beard |  |  |

| 1 de agosto de 2003 | Francia                                                       | 76–57                | China                                                |  |  |
|                     |                                                               |                      |                                                      |  |  |
|                     | Estadísticas Émilie Gomis 21 Aurélie Bonnan 9 Céline Dumerc 5 | Reporte Pts Reb Asts | Estadísticas 17 Liu Dan 13 Zhang Xiaoni 2 Song Liwei |  |  |

| 1 de agosto de 2003 | Brasil                                                            | 74–52                | Rusia                                                                 |  |  |
|                     |                                                                   |                      |                                                                       |  |  |
|                     | Estadísticas Flávia de Souza 15 Érika de Souza 8 Silvia Gustavo 3 | Reporte Pts Reb Asts | Estadísticas 17 Ekaterina Sytnyak 6 Varda Tamulyanis 2 Yulia Koroleva |  |  |

| 1 de agosto de 2003 | Croacia                                                | 55–45                | Letonia                                                               |  |  |
|                     |                                                        |                      |                                                                       |  |  |
|                     | Estadísticas Lea Fabbri 14 Marta Čakić 11 Lea Fabbri 4 | Reporte Pts Reb Asts | Estadísticas 22 Anete Jëkabsone-Žogota 12 Ieva Kubliņa 1 Ieva Kubliņa |  |  |

|  | Eliminatoria del 5° al 8° | Eliminatoria del 5° al 8° |       |           | Quinto puesto  | Quinto puesto  |  |
|  | 2 de agosto               | 2 de agosto               |       |           | 3 de agosto    | 3 de agosto    |  |
|  |                           |                           |       |           |                |                |  |
|  |                           |                           |       |           |                |                |  |
|  | Australia                 | 73                        |       |           |                |                |  |
|  | Australia                 | 73                        |       |           |                |                |  |
|  | China                     | 68                        |       |           |                |                |  |
|  | China                     | 68                        |       | Australia | 74             |                |  |
|  |                           |                           |       | Australia | 74             |                |  |
|  |                           |                           | Rusia | 59        |                |                |  |
|  | Rusia                     | 68                        | Rusia | 59        |                |                |  |
|  | Rusia                     | 68                        |       |           |                |                |  |
|  | Letonia                   | 60                        |       |           | Séptimo puesto | Séptimo puesto |  |
|  | Letonia                   | 60                        |       |           | Séptimo puesto | Séptimo puesto |  |
|  |                           |                           |       |           |                |                |  |
|  |                           |                           |       |           | China          | 85             |  |
|  |                           |                           |       |           | China          | 85             |  |
|  |                           |                           |       |           | Letonia        | 77             |  |
|  |                           |                           |       |           | Letonia        | 77             |  |
|  |                           |                           |       |           |                |                |  |

### Del 5° al 8°
| 2 de agosto de 2003 | Australia                                                                  | 73–68                | China                                                  |  |  |
|                     |                                                                            |                      |                                                        |  |  |
|                     | Estadísticas Michelle Lee Musselwhite 19 Emma Randall 5 Shelley Hammonds 3 | Reporte Pts Reb Asts | Estadísticas 21 Bian Lan 8 Zhang Xiaoni 1 Song Xiaoyun |  |  |

| 2 de agosto de 2003 | Rusia                                                               | 68–60                | Letonia                                                              |  |  |
|                     |                                                                     |                      |                                                                      |  |  |
|                     | Estadísticas Ekaterina Sytnyak 19 Yulia Koroleva 6 Yulia Koroleva 2 | Reporte Pts Reb Asts | Estadísticas 26 Anete Jëkabsone-Žogota 14 Zane Tamane 1 Ieva Kubliņa |  |  |

### Séptimo puesto
| 3 de agosto de 2003 | China                                                  | 85–77                | Letonia                                                            |  |  |
|                     |                                                        |                      |                                                                    |  |  |
|                     | Estadísticas Bian Lan 20 Zhang Xiaoni 7 Song Xiaoyun 2 | Reporte Pts Reb Asts | Estadísticas 24 Anete Jëkabsone-Žogota 9 Zane Tamane 3 Dace Cinite |  |  |

### Quinto puesto
| 3 de agosto de 2003 | Australia                                                                              | 74–59                | Rusia                                                                |  |  |
|                     |                                                                                        |                      |                                                                      |  |  |
|                     | Estadísticas Michelle Lee Musselwhite 14 Michelle Lee Musselwhite 8 Shelley Hammonds 3 | Reporte Pts Reb Asts | Estadísticas 12 Ksenia Lapteva 14 Ksenia Lapteva 2 Ekaterina Sytnyak |  |  |

### Semifinales
| 2 de agosto de 2003 | Estados Unidos                                                    | 58–47                | Francia                                                            |  |  |
|                     |                                                                   |                      |                                                                    |  |  |
|                     | Estadísticas Shawntinice Polk 15 Shawntinice Polk 7 Alana Beard 1 | Reporte Pts Reb Asts | Estadísticas 11 Claire Tomaszewski 10 Élodie Godin 1 Céline Dumerc |  |  |

| 2 de agosto de 2003 | Brasil                                                             | 73–65                | Croacia                                                  |  |  |
|                     |                                                                    |                      |                                                          |  |  |
|                     | Estadísticas Érika de Souza 22 Érika de Souza 14 Flávia de Souza 5 | Reporte Pts Reb Asts | Estadísticas 28 Ana Lelas 6 Ana Lelas 3 Branka Vukičević |  |  |

### Tercer puesto
| 3 de agosto de 2003 | Francia                                                       | 80–66                | Croacia                                             |  |  |
|                     |                                                               |                      |                                                     |  |  |
|                     | Estadísticas Émilie Gomis 26 Aurélie Bonnan 8 Céline Dumerc 4 | Reporte Pts Reb Asts | Estadísticas 14 Marta Čakić 4 Ana Lelas 1 Ana Lelas |  |  |

### Final
| 3 de agosto de 2003 | Estados Unidos                                                   | 71–55                | Brasil                                                  |  |  |
|                     |                                                                  |                      |                                                         |  |  |
|                     | Estadísticas Seimone Augustus 18 Christi Thomas 8 Nicole Ohlde 2 | Reporte Pts Reb Asts | Estadísticas 11 Grazy 8 Érika de Souza 1 Érika de Souza |  |  |

| Bandera de Estados Unidos |
| Campeón Estados Unidos    |
| Primer título             |